# Anetan

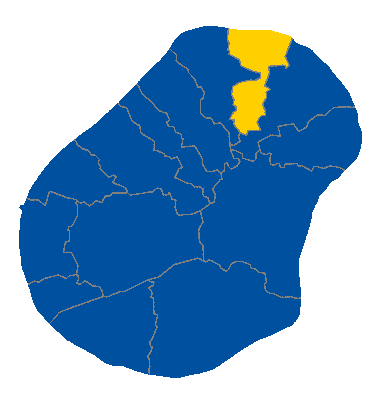
Vị trí quận Anetan tại Nauru.

Anetan là một quận của đảo quốc Thái Bình Dương Nauru. Quận thuộc Khu vực bầu cử Anetan. Quận nằm ở phía bắc của đảo và có diện tích là 1,0 km2 (0,39 dặm vuông Anh). Dân số quận khoảng 880 người. Quận này có trạm khí tượng của đất nước